# واکر فلت، استرالیای جنوبی
واکر فلت (به انگلیسی: Walker Flat) یک منطقهٔ مسکونی در استرالیا است که در استرالیای جنوبی واقع شده‌است.